# مجد البحر
مجد البحر (الاسم العلمي: Pelagodoxa)، جنس من أشجار النخيل. يضم نوعين: مجد البحر الهنرية، موطنها جزر ماركيساس في بولينيزيا الفرنسية، ومجد البحر متوسط الثمار، موطنها فانواتو.
كلمة "بيلاغوس Pelagos" إغريقية وتعني البحر؛ وكلمة "دوكسا doxa " إغريقية أيضًا وتعني المجد، وربما يشير الاسم إلى الجزيرة المحيطية التي وُصف فيها هذا الجنس.

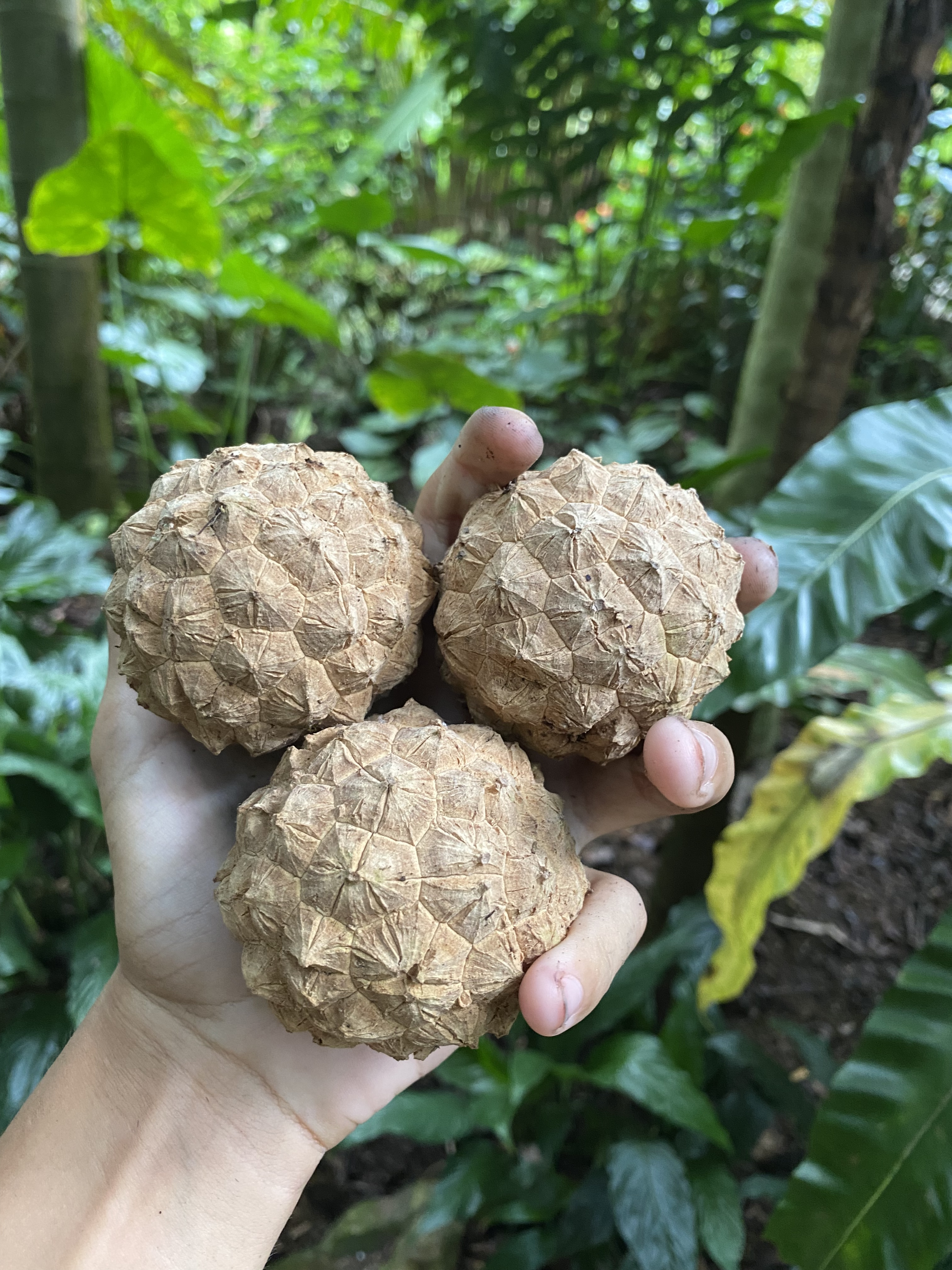
ثمرة ناضجة من نوع مجد البحر متوسط الثمار